# Линии Керли
Линии Керли — характерный рентгенологический симптом интерстициального отёка лёгких. Представляют собой тонкие линейные затемнения в лёгочной ткани, обусловленные интерстициальной инфильтрацией. Названы по имени ирландского радиолога Питера Керли.

## Связанные состояния
Линии Керли характерны для застойной сердечной недостаточности, однако могут также наблюдаться при различной несердечной патологии, например, при пневмофиброзе, отложении тяжёлых металлов в интерстиции или канцероматозе лёгких. Хронические линии Керли типа B могут быть обусловлены фиброзом или отложением гемосидерина в связи с хроническим отёком лёгких.

## Типы
Тип A
Линии Керли типа A длинные (от 2 см до 6 см), неветвящиеся, распространяются диагонально от ворот лёгких к периферии. Обусловлены растяжением анастомозов между периферическими и центральными лимфатическими сосудами. Линии типа A встречаются реже линий типа B и всегда сочетаются с линиями других типов.
Тип B
Линии Керли типа B короткие, параллельные, располагающиеся на периферии лёгких. Эти линии отражают междольковые перегородки, которые обычно имеют длину менее 1 см, параллельны друг другу и перпендикулярны к остальной плевре. Обычно соприкасаются с плеврой, но отсутствуют по ходу междолевых щелей. Могут иметь различную локализацию, однако наиболее часто в базальных отделах — в области рёберно-диафрагмальных углов на рентгенограммах в прямой проекции, ниже грудины на боковых рентгенограммах. Линии Керли типа B характерны для застойной сердечной недостаточности и интерстициальных заболеваний лёгких.
Тип C
Линии Керли типа C встречаются наиболее редко. Они тонкие, образуют сетчатую исчерченность на всём протяжении лёгких. Могут быть обусловлены утолщением лимфатических анастомозов или проекционным наслоением множественных линий Керли типа B.